# Čakovice
Čakovice (en allemand : Tschakowitz) est un quartier de Prague. Il est situé dans la partie nord-est de la ville. En 2008, la population était de 8644 habitants. Le district municipal comprend trois zones cadastrales : Čakovice, Miškovice et Třeboradice.
Le cadastre de Čakovice a une superficie de 3,83 km2 et une population de 6 417 habitants.
La première mention écrite de Čakovice date du XIe siècle. La ville est devenue une partie de Prague en 1968.